# Żelazna Góra
Żelazna Góra (niem. Eisenberg) – wieś w Polsce położona w województwie warmińsko-mazurskim, w powiecie braniewskim, w gminie Braniewo.

## Historia
W 1308 komtur Bałgi Henryk von Eisenburg (von Eisenberg) lokował na tzw. surowym korzeniu wieś nazwaną od jego nazwiska Eisenberg (pol. „żelazna góra”). Jednocześnie zorganizował tam urząd leśny, zarządzający potem dużym obszarem puszczy natangijskiej i dwudziestoma czterema nowo powstałymi w niej wsiami czynszowymi. Po 1470 urząd ten został przeniesiony do Piel. Wieś została niemal całkowicie zniszczona podczas ciężkich walk niemiecko-radzieckich w marcu 1945 r.
Wieś w 1945 r. włączono do okręgu mazurskiego, a następnie od 1946 r. znajdowała się w województwie olsztyńskim. W latach 1975–1998 miejscowość administracyjnie należała do województwa elbląskiego.
Gotycki kościół w Żelaznej Górze został wybudowany w pierwszej połowie XIV wieku. Świątynia powstała z kamienia z użyciem cegły, posiada wydłużone prezbiterium i wieżę, której górną kondygnację nadbudowano z drewna i nakryto dzwonowatym hełmem. Ściany nawy są naprzemienne przebijane blendami i oknami. Parafia w Żelaznej Górze przed rokiem 1525 należała do archiprezbiteratu braniewskiego. Po II wojnie światowej parafię katolicką w Żelaznej Górze reaktywowano w 1962 roku. Ruiny kościoła udało się uratować. W latach 1994–1999 świątynia została odbudowana staraniem braniewskiego księdza Tadeusza Brandysa.